# Lumír Ševčík
Lumír Ševčík (8. srpna 1921 Ostrava-Kunčičky – 1. února 2016 Praha) byl český akademický malíř, ilustrátor, grafik a typograf.

## Život
Lumír Ševčík studoval v Praze letech 1945–1947 Státní grafickou školu a pak zde v letech 1947–1952 vystudoval Vysokou školu uměleckoprůmyslovou pod vedením profesora a Antonína Strnadela.
Po skončení studia nastoupil roku 1953 do výtvarné redakce Státního nakladatelství dětské knihy (dnes Albatros). Koncipoval různé edice, působil jako ilustrátor, graficky upravil stovky knih a navrhl stovky obálek. Patří k zakládajícím členům Klubu ilustrátorů dětské knihy, vzniklého roku 1990. Za své dílo získal celou řadu ocenění.

## Ocenění
- 1956 čestné uznání NK ČSSR – Karel Hynek Mácha: Márinka (grafická úprava)
- 1970 čestné uznání NK ČSSR – Josef Strnadel: Zamrzlá studánka (grafická úprava)
- 1977 čestné uznání IBA (Mezinárodní knižní veletrh), Lipsko – Josef Strnadel: Vyhnal jsem ovečky až na Javorníček (grafická úprava)
- 2010 Zlatá stuha České sekce IBBY za celoživotní dílo.

## Z knižních ilustrací
- Jindřich Šimon Baar: Vo kouzelnicích (1971).
- Konstantin Badigin: Dobyvatelé ledových moří (1962).
- Michal Černík: Od studánky k řece (1982), omalovánky.
- Lumír Čivrný. Doma i venku (1959).
- Herbert Friedrich: Ledové moře (1985).
- Jiří Hronek: Stříbrná maska (1974).
- Irina Korschunowá: O liščí mámě (1988).
- Beneš Metod Kulda: Jak se bubnuje na princezny (1984).
- František Lazecký: Dukátová stařenka (1983).
- Ludwig Renn: Trini (1965).
- Ondrej Sliacky: O zakleté žábě (1985).
- Oldřich Šuleř: Nic nalhaného, máloco pravda (1990).